# 雅纳克
雅纳克（法語：Jarnac，法語發音：[ʒaʁnak]）是法国夏朗德省的一个市镇，属于干邑区。

## 地理
雅纳克（45°40'53"N, 0°10'33"W）面积11.99 平方千米，位于法国新阿基坦大区夏朗德省，该省份为法国西部内陆省份，北起德塞夫勒省和维埃纳省，东临上维埃纳省，东南至多尔多涅省，南至多爾多涅省，西接滨海夏朗德省。
与雅纳克接壤的市镇（或旧市镇、城区）包括：夏朗德堡、沙索尔、富西尼亚克、瑞列讷、莱梅泰里、特里亚克-洛特赖、曼克斯-贡德维尔。
雅纳克的时区为UTC+01:00、UTC+02:00（夏令时）。

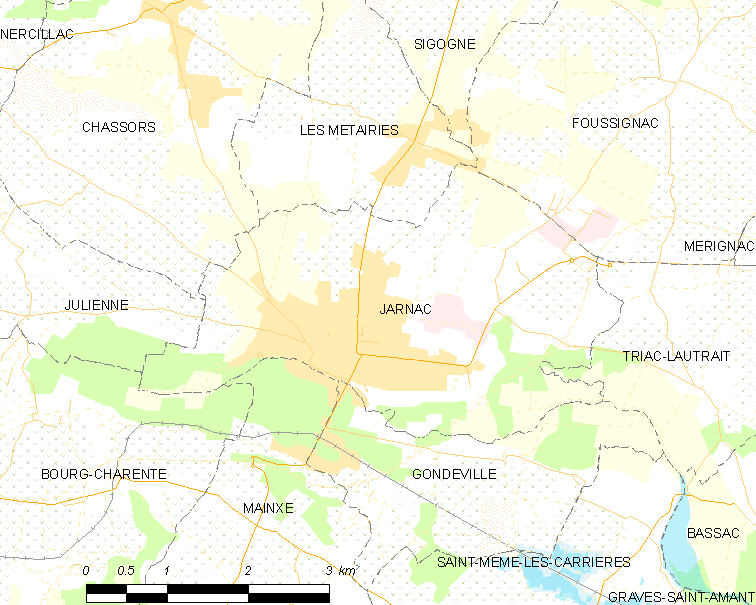
雅纳克的OSM定位图

## 行政
雅纳克的邮政编码为16200，INSEE市镇编码为16167。

## 政治
雅纳克所属的省级选区为雅纳克县，同时也是该县的中央投票站所在地。

## 人口

1962-2008年间雅纳克人口变化图示

雅纳克于2022年1月1日时的人口数量为4478人。